# Claude Marie Carnot
Pour les articles homonymes, voir Carnot.
Pour les autres membres de la famille, voir Famille Carnot.
Claude Marie Carnot ou Claude Marie Carnot de Feulins, dit Carnot-Feulins, est un général et homme politique français né le 15 juillet 1755 à Nolay (Côte d'Or) et mort le 16 octobre 1836 à Autun (Saône-et-Loire).
Frère de Lazare Carnot (1753-1823), il est député à l'Assemblée législative de 1791 et représentant à la Chambre des Cent-jours.

## Biographie
Ancien élève de l'École royale du génie de Mézières, il est nommé capitaine en 1788, et lorsque la Révolution éclate, il en adopte modérément les principes. Il est administrateur du département du Pas-de-Calais en 1790 et le 27 août 1791, il est élu député de ce département. Il appartient au comité militaire pendant toute la durée de la session, et il fait plusieurs propositions sur l'organisation des comités, de la gendarmerie, sur le recrutement de l'armée, sur la nomination des adjudants-généraux et sur la défense des places. Le 10 août 1792, il fait partie des commissaires envoyés à l'Hôtel de Ville et qui, ayant été accueillis par le feu des Gardes suisses sur la place du Petit-carrousel, rentrèrent à l'Assemblée. C’est là qu’il propose d'inviter le roi à se rendre dans la loge du logographe, près du président. Il fait décréter l'envoi de commissaires aux armées, devient, après la session, directeur du département général des fortifications, et est chargé d'aller vérifier l'état des armées sur la frontière du Nord.
Il rend visite aux armées de la Moselle et du Rhin, et plus tard, il dirige les fortifications de Dunkerque, lors du siège de cette place par les Anglais. Le 16 octobre 1793, il rend d'importants services lors de la bataille de Wattignies et il participe à la prise de Furnes le 21 octobre 1793.
Lorsque son frère Lazare devient membre du Directoire, il est promu général de brigade le 16 prairial an IV (4 juin 1796), et il est appelé auprès de lui à Paris. Il partage sa proscription de l'an V à l'an VIII. Rentré en grâce, il démissionne peu après à la suite d'une altercation avec le premier consul au sujet de l'expédition de Saint-Domingue, dans laquelle il devait prendre le commandement du génie. Il reste alors plusieurs années sans traitement ni pension.
En 1814, il reprend du service pour occuper les fonctions d'inspecteur général du génie, et il est fait chevalier de la Légion d’honneur le 24 août 1814 par le roi Louis XVIII.
Le 12 mai 1815, il est élu, pendant les Cent-Jours, à la Chambre des représentants par l'arrondissement de Chalon-sur-Saône et il devient un des secrétaires de cette assemblée. Il propose, après le désastre de Mont-Saint-Jean du 18 juin 1815, de décréter que l'armée avait bien mérité de la patrie. Il est chargé, avec ses collègues du bureau, d'aller porter à Napoléon l'acte d'acceptation de sa seconde abdication.
Son frère Lazare faisant désormais partie du gouvernement provisoire, il le remplace par intérim au ministère de l'Intérieur du 23 juin au 9 juillet 1815. Quelque temps après, atteint par la limite d'âge, il est admis à la retraite.
En juillet 1816, il est arrêté à la suite d'une correspondance de lui avec son frère Lazare alors en exil, mais il est relâché presque aussitôt. Le gouvernement royal lui octroie en 1817 le brevet de lieutenant-général.

## Famille
- Claude Carnot (1719-1797), notaire royal
  - Joseph Carnot (1752-1835), jurisconsulte
  - Lazare Carnot (1753-1823), physicien, mathématicien, général et homme politique
    - Sadi Carnot (1796-1832), physicien et ingénieur
    - Hippolyte Carnot (1801-1888), homme politique
      - Sadi Carnot (1837-1894), homme politique + Cécile Carnot (née Dupont-White, 1841-1898)
        - Claire Carnot (1864-1920) + Paul Cunisset-Carnot (1849-1919)
        - Sadi Carnot (1865-1948), colonel et écrivain
        - Ernest Carnot (1866-1955), industriel et homme politique + Marguerite Carnot (née Chiris) (1874-1962), présidente de l'Association des dames françaises
        - François Carnot (1872-1960), ingénieur et homme politique

      - Adolphe Carnot (1839-1920), chimiste, géologue et homme politique
        - Paul Carnot (1869-1957), médecin
        - Jean Carnot (1881-1969), homme politique

  - Claude Marie Carnot (1755-1836), général et homme politique

## Œuvres
- 1799 : Histoire du Directoire constitutionnel
- 1820 : De l'incompatibilité de la noblesse et de la pairie héréditaire, pour servir et apprécier les changements proposés à la loi actuelle des élections
- 1820 : Des dangers de l'oligarchie dans le cadre d'un changement de principes dans la loi actuelle des élections.